# La sua ora
La sua ora (His Hour) è un film muto del 1924 diretto da King Vidor.

## Trama
La giovane e bellissima Tamara Loraine nei suoi viaggi incontra ripetutamente il principe Gritzko, da cui lei si sente inesorabilmente attratta. La fama di dongiovanni che circonda il principe russo la porta, però, a cercare di evitarlo proprio per non essere annoverata tra le sue numerose conquiste femminili. Dopo un duello, Gritzko ottiene il diritto di far da cavaliere a Tamara a un ballo. Ma lei decide di partire e di lasciare la Russia, così il principe deve accompagnarla alla nave in partenza per l'Inghilterra. Durante il tragitto, sorpresi da una tempesta di neve, trovano riparo in un rifugio che appartiene a Gritzko. Lì, lui fa delle avances molto esplicite alla giovane che si difende con tutte le sue forze, fino a cadere, sfiancata in deliquio. Gritzko, spaventato, le apre il corpetto per farla respirare e, poi, la mattina, se ne va lasciandola sola.
Quando si risveglia, Tamara, vedendosi le vesti scomposte, crede che il principe abbia approfittato del suo svenimento. Il suo onore richiede un matrimonio riparatore cui Gritzko acconsente. Dopo la cerimonia, il principe si dichiara disposto a lasciarla ma Tamara, rendendosi conto che il loro è un amore sincero, chiede al marito di restarle accanto.

## Produzione
La pellicola fu prodotta dalla Louis B. Mayer Productions sotto la supervisione della scrittrice Elinor Glyn, l'autrice del best seller da cui era stata tratta la sceneggiatura del film.

## Distribuzione
Distribuito dalla Metro-Goldwyn Pictures Corporation, uscì nelle sale cinematografiche statunitensi il 29 settembre 1924.

### Critica
(...) V'è una scena d'amore, quella della slitta, d'un realismo impressionante. Tamara, tra le braccia di Gritzko, sembra tendere al nirvana (...) e si ha l'impressione netta che, se l'orchestra tacesse, la si dovrebbe sentire mugolare. Gli attori sono tutti superiore a qualsiasi elogio (...). La messinscena è assai curata, con qualche tocco di manierismo che, d'altronde, non dispiace.

Le films del giorno in La rivista cinematografica, 30 agosto 1927